# ماريجولد (أغنية)
«ماريجولد» (بالإنجليزية: Marigold)‏ هي أغنية كتبها ولحنها موسيقي الروك الأمريكي ديف غرول،